# سئیشال

سئیشال (به پرتغالی: Seixal) یکی از شهرهای کشور پرتغال است.